# Mongolotettix angustiseptus
Mongolotettix angustiseptus är en insektsart som beskrevs av Wan, D., Bingzhong Ren och Fengling Zhang 1998. Mongolotettix angustiseptus ingår i släktet Mongolotettix och familjen gräshoppor. Inga underarter finns listade i Catalogue of Life.